# Família Kujō
O Ramo Kujō (九条家 Kujō-ke) foi um ramo do Clã Fujiwara derivado de Fujiwara no Tadamichi. A família era um dos cinco Sekke (cinco casas regentes) e portanto uma das famílias mais poderosas entre os kuge (oficiais da corte). 
Como um dos Sekke, o Ramo Kujō monopolizou os postos de Sesshō e Kanpaku junto com os ramos Konoe, Takatsukasa, Nijō e Ichijō do século XII até 1867. Com a exceção de Tokugawa no Masako, mulher do Imperador Go-Mizunoo, todas as imperatrizes desse longo período vinham dos Sekke ou de ramos da própria família imperial.
Os Ramos Nijō e Ichijō derivaram do Ramo Kujō.

## Histórico
O Ramo foi fundado por Fujiwara no Kanezane (1149-1207), sob a recomendação de Minamoto no Yoritomo. O nome Kujō significa literalmente nona avenida, um distrito de Quioto onde se localizava a residência de Kanezane. 
A sorte dos Kujō se deterioraram com as demissões dos membros do Ramo em 1196 por causa da conversão de Kanezane à seita Terra Pura que fora proibida pelo Imperador Go-Toba. Depois de ter ocupado cargos-chave na Corte Imperial, os Kujō se encontravam fora dos círculos internos da Corte. Apesar de terem recuperado uma parte de seu antigo poder e prestígio entre 1202 e 1206, eram os membros do Ramo Konoe que recebiam as mais altas nomeações na Corte, principalmente após a morte prematura de Yoshitsune em 1206. Assim os Konoe continuaram a ofuscar os Kujō pelo menos até 1219 quando o Gukanshō foi escrito. Até 1218 as perspectivas de um retorno dos Kujō ao poder estavam se tornando cada vez mais ofuscadas com as relações se deteriorando entre a Corte e o Shogunato Kamakura. Para os Kujō – que estavam numa posição isolada entre os dois campos em disputa – não havia confiança nem de um lado nem do outro.
Mas logo após isso se reverteu. O quarto e o quinto shōgun do Shogunato Kamakura, Yoritsune e Yoritsugu, eram do Ramo Kujō. 
O Ramo Kujō mantinha o Santuário Kitano. Em 1219, Kujō Michiie (1191-1252) escreveu o pergaminho "Kitano Tenjin Engi Emaki" (Pergaminho Ilustrado da História do Santuário Kitano) que presenteou ao Santuário.
Em 1252, nova reviravolta depois da tentativa de rebelião organizada por um monge budista, acusou-se os membros do Ramo Kujō de participarem do movimento, que levou a deposição do shogun Kujō Yoritsugu, e adicionalmente seu primo de Tadaie foi destituído do cargo de Udaijin. Neste mesmo ano Michiie faleceu, deixando o Ramo Kujō numa situação desfavorável por duas décadas.
Após a Restauração Meiji, os líderes do Ramo Kujō de acordo com o Kazoku receberam o título de Kōshaku (公爵, Duque). 
Sadako, a imperatriz do Imperador Taishō, pertencia a esse Ramo.  
Após a Segunda Guerra Mundial todos os Kujō perderam seus títulos de nobreza.

## Líderes do ramo Kujō
1. Fujiwara no Kanezane - (1149 – 1207) - liderou o Ramo de Kujō de 1164 a 1186 e de 1188 a 1202
2. Kujō Yoshimichi  - (1167 – 1188) - liderou o Ramo de Kujō de 1186 a 1188
3. Kujō Yoshitsune - (1169 – 1206) - liderou o Ramo de Kujō de 1202 a 1206
4. Kujō Michiie - (1193 – 1252) - liderou o Ramo de Kujō de 1206 a 1231  e de 1235 a 1247
5. Kujō Norizane - (1211 – 1235) - liderou o Ramo de Kujō de 1231 a 1235
6. Kujō Tadaie - (1229 – 1275) - liderou o Ramo de Kujō de 1247 a 1275
7. Kujō Tadanori - (1248 – 1332) - liderou o Ramo de Kujō de 1275 a 1293
8. Kujō Moronori - (1273 – 1320) - liderou o Ramo de Kujō de 1293 a 1320
9. Kujō Fusazane - (1290 – 1327) - liderou o Ramo de Kujō de 1320 a 1327
10. Kujō Michinori - (1315 – 1349) - liderou o Ramo de Kujō de 1327 a 1346
11. Kujō Tsunenori - (1331 – 1400) - liderou o Ramo de Kujō de 1346 a 1395

## Shoguns do ramo Kujō
1. - Kujō Yoritsune - (1218 - 1256) - 4º Shogun Kamakura governou de 1226 a 1244
2. - Kujō Yoritsugu - (1239 - 1256) - 5º Shogun Kamakura governou de 1244 a 1252